# Lou Gehrig
Henry Louis Gehrig (ur. 19 czerwca 1903 w Nowym Jorku, zm. 2 czerwca 1941 tamże) – amerykański baseballista w latach 20. i 30., zdobywca wielu rekordów w Major League, nazywany „The Iron Horse”. Gehrig został uznany za najlepszego pierwszobazowego wszech czasów przez Baseball Writers’ Association.
Jego rekord zdobycia maksymalnej liczby (23) grand slamów (zdobycie home run, gdy wszystkie bazy są zajęte – równoznaczne ze zdobyciem 4 punktów) został pobity przez Alexa Rodrigueza w 2013 roku. Przez 15 lat kariery w okresie od 1925 do 1939 zagrał w 2130 kolejnych meczach. Ten rekord pozostał obroniony aż do 20 sierpnia 1998 roku, gdy Cal Ripken Jr. z Baltimore Orioles zagrał w 2632 meczach z rzędu, ustanawiając aktualny rekord.
Jako urodzony nowojorczyk, związany był z drużyną New York Yankees, dopóki jego kariera nie została przerwana przez ujawnienie się objawów choroby neurologicznej, stwardnienia zanikowego bocznego (ALS). Zmarł dwa lata od postawienia diagnozy; do dziś, zwłaszcza w USA, stwardnienie zanikowe boczne określane jest jako choroba Lou Gehriga.
| Nagroda/wyróżnienie                    | Lata                                     | Źródło |
| 2× MVP American League                 | 1927, 1936                               | [ 7 ]  |
| 7× All-Star                            | 1933, 1934, 1935, 1936, 1937, 1938, 1939 | [ 7 ]  |
| 6× zwycięzca w World Series            | 1927, 1928, 1932, 1936, 1937, 1938       | [ 8 ]  |
| Major League Baseball All-Century Team |                                          | [ 9 ]  |
| Baseball Hall of Fame                  | od 1939                                  | [ 10 ] |
| #4 zastrzeżony przez Yankees           | 1939                                     | [ 11 ] |